# Privredna banka Zagreb
Privredna banka Zagreb d.d. (oficjalny skrót PBZ) – bank uniwersalny, który jest drugim co do wielkości aktywów bankiem w Chorwacji. Należy do włoskiej grupy Intesa Sanpaolo.
Od 2002 roku jego mniejszościowym akcjonariuszem jest Europejski Bank Odbudowy i Rozwoju. Zależnymi instytucjami finansowymi są: Međimurska banka d.d., PBZ Card d.o.o., PBZ Leasing d.o.o., PBZ Nekretnine d.o.o., PBZ Stambena štedionica d.d., PBZ Croatia osiguranje d.d. (fundusz emerytalny) i PBZ Invest d.o.o..